# ميشال بوجناح
ميشال بوجناح (بالفرنسية: Michel Boujenah)‏ (3 نوفمبر 1952 -) هو ممثل ومخرج وكوميدي تونسي-فرنسي.

## النشأة
ولد ميشال بوجناح في 3 نوفمبر 1952 بتونس للطبيب جوزيف بوجناح ودرس بمعهد كارنو. هاجر صحبة عائلته في 1963 إلى فرنسا عندما بلغ عمره الحادية عشر.

## أعماله
- حلق الوادي، 1996

## وصلات خارجية
- ميشال بوجناح على موقع IMDb (الإنجليزية)
- ميشال بوجناح على موقع ألو سيني (الفرنسية)
- ميشال بوجناح على موقع أول موفي (الإنجليزية)
- ميشال بوجناح على موقع قاعدة بيانات الأفلام السويدية (السويدية)
- ميشال بوجناح على موقع إن إن دي بي (الإنجليزية)
- ميشال بوجناح على موقع ديسكوغز (الإنجليزية)
- ميشال بوجناح على موقع قاعدة بيانات الفيلم (الإنجليزية)
- ميشال بوجناح على موقع ليتربوكسد (الإنجليزية)
- ميشال بوجناح على موقع كينوبويسك (الروسية)